# Jan Henryk Newman
Jan Henryk Newman właśc. John Henry Newman COr (ur. 21 lutego 1801 w Londynie, zm. 11 sierpnia 1890 w Edgbaston w Birmingham) – angielski duchowny anglikański, później – po konwersji – rzymskokatolicki, filipin, kardynał diakon od 1879, filozof, teolog, pisarz, najwybitniejszy przywódca anglokatolicyzmu, jeden z liderów ruchu oksfordzkiego, starszy brat Francisa Williama, święty Kościoła katolickiego, doktor Kościoła. 

## Życiorys

### Młodość i studia

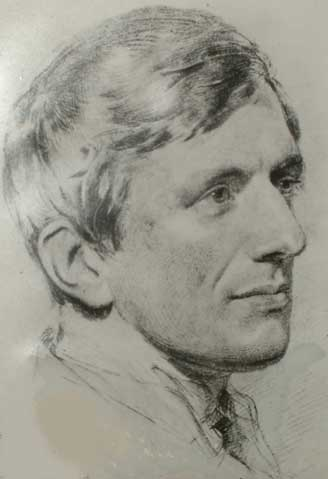
Newman w wieku 23 lat

John Henry Newman (1801–1890) był najstarszym spośród sześciorga rodzeństwa. Jego ojciec był londyńskim bankierem, natomiast matka wywodziła się z hugenockiej rodziny, zmuszonej do opuszczenia Francji po odwołaniu edyktu nantejskiego. Newman wychowywał się w środowisku anglikańskim, jednak swoje przebudzenie religijne w 1816 przeżył na skutek zbliżenia do ewangelicyzmu.
W 1817 rozpoczął studia w anglikańskim Trinity College w Oksfordzie. Rok 1822 był ważnym rokiem dla młodego Newmana: podjął decyzję o przyjęciu święceń, które przyjął 13 czerwca 1824; wybrano go również na fellowa (wykładowcę i opiekuna) w Oriel College – pod wpływem środowiska tego kolegium (E. Hawkins, H. Froude i in.) zaczął on oddalać się od ewangelicyzmu.
W czasie studiów oksfordzkich poznał też innego młodego teologa Ambrożego St. Johna – późniejszego przyjaciela na całe życie. Razem z St. Johnem zostali konwertytami na katolicyzm. We wspólnym mieszkaniu w Oratorium w Birmingham spędzili 32 lata, tj. do 1875, kiedy Ambroży zmarł. Newman w testamencie zażądał pochowania go we wspólnym grobie z Ambrożym. Zachowana korespondencja wskazuje, że obu mężczyzn połączyła głęboka miłość (Newman nazywał St. Johna "swoim ziemskim światłem"), choć nie ma żadnych dowodów na naruszenie celibatu.

### Duchowny anglikański
W niedzielę Trójcy Świętej, 29 maja 1825 r. otrzymał anglikańskie święcenia prezbiteratu w katedrze oksfordzkiej Christ Church. Następnie przez dwa lata był wikariuszem w kościele św. Klemensa, uczestnicząc w debatach życia akademickiego Oksfordu. W 1828 r. został mianowany proboszczem kościoła uniwersyteckiego St Mary's, do którego należało także Littlemore na południowych przedmieściach Oksfordu.
W 1833 udał się w podróż do Sycylii; tam – w czasie ciężkiej choroby – doszedł do wniosku, że Bóg wyznaczył mu zadanie do wykonania w Anglii.

### Ruch oksfordzki
Wrócił do Oksfordu w lipcu 1833 r. Swoimi kazaniami w niedzielne popołudnia w uniwersyteckim kościele St. Mary's oraz publikacjami zatytułowanym Tracts for the Times (Traktaty na /nasze/ czasy), które krążyły w formie broszur, dał początek ruchowi oksfordzkiemu. Pod wpływem współzałożycieli tego ruchu – Hurrella Froude’a, Johna Keble’a i Edwarda Pusey’a – Newman rozpoczął badania nad dziełami Ojców Kościoła, które rozwinęły w nim przeświadczenie, że świat ziemski jest tylko odbiciem świata wyższego. Dzięki własnym studiom nad herezjami pierwszych wieków oraz odpowiedziom na nie dawanym przez Ojców Kościoła Newman zauważył zbieżność pomiędzy sytuacją chrześcijan pierwszych sześciu wieków chrzęścijaństwa a wydarzeniami współczesnymi. Postawę arian interpretował jako wyłaniającą się z myśli szkoły antiocheńskiej i przyrównał przekornie do niektórych spośród sobie znanych ówczesnych racjonalistów Oksfordu. Efektem tych prac była pierwsza książka Newmana – Arianie IV wieku (The Arians of the Fourth Century). 
Zwolennicy ruchu oksfordzkiego, zwani też traktarianami (od publikowanych „traktatów”), nawiązywali do początków Kościoła i wskazywali na ciągłość instytucji, podkreślali również podobieństwa między Kościołem rzymskim a anglikańskim. W tym czasie Newman został redaktorem czasopisma The British Critic. Prowadził też cykle wykładów w bocznej kaplicy kościoła St Mary's w obronie tzw. via media – drogi pośredniej anglikanizmu: między katolicyzmem a ludowym protestantyzmem.

### Konwersja i działalność w Kościele katolickim
Po latach intensywnej działalności, pod wpływem lektury licznych dzieł patrystycznych i własnych przemyśleń, Newman podjął decyzję o przejściu na katolicyzm. Uznał bowiem, że to katolicy kontynuują dzieło apostołów.
Od 1842 r. Newman mieszkał w Littlemore wraz z braterską wspólnotą religijną utworzoną wraz z przyjaciółmi i uznawaną przez otoczenie za anglokatolicką. Dom, w którym mieszkali był uczyniony z dawnych zabudowań stajennych, które zostały wyremontowane i zamienione na zespół cel z kuchnią i biblioteką. 9 października 1845 pojawił się tam Dominik Barberi, pasjonista. Prostota włoskiego misjonarza ujęła Newmana, stając się ostatecznym argumentem za przystąpieniem do Kościoła katolickiego.
Wyjście z Kościoła anglikańskiego łączyło się z licznymi konsekwencjami: od konieczności opuszczenia kościoła Saint Mary i wystąpienia z Oriel College po wrogość tych, którzy nie rozumieli i nie akceptowali jego postępowania. W czasie pobytu w Rzymie zapoznał się z Oratorium św. Filipa Neri (założonym w XVI w. stowarzyszeniem księży katolickich). 30 maja 1847 przyjął święcenia kapłańskie w Kościele katolickim.
Pius IX upoważnił Newmana do zakładania oratoriów w Anglii oraz – w razie potrzeby – do modernizowania reguły św. Filipa. W 1848 w Old Oscott powstał pierwszy dom (przeniesiony wkrótce do centrum Birmingham, a w 1852 w pobliże Edgbaston), rok później kolejny – w Londynie. W 1851 Newman (na prośbę biskupów irlandzkich) zajął się organizacją uniwersytetu katolickiego w Dublinie. Pragnął on, by uczelnia ta była uczelnią świeckich, działającą w oparciu o Otwartą Edukację, do tego przyjmującą w swe szeregi również Anglików i Amerykanów. Kiedy zrozumiał, że to niemożliwe, zrezygnował ze stanowiska rektora (1858). Zdając sobie sprawę z niskiego poziomu nauczania w angielskich szkołach katolickich, założył w 1859 szkołę Oratorium, która miała zapewnić katolickim chłopcom porządne wykształcenie religijne i świeckie – zapoczątkowało to wzrost poziomu edukacji katolickiej w Anglii. Przez kilka miesięcy roku 1859 był redaktorem literackiego czasopisma „The Rambler”, przeznaczonego dla wykształconych katolików; nierzadko drukowano tam śmiałe opinie świeckich, co budziło żywe emocje, zwłaszcza wśród biskupów.
Przedrukował w Anglii paszkwil na Giacinto Achilliego, który w swojej książce z 1851 ujawnił korupcję części kleru Kościoła katolickiego, jego inkwizycji, oraz wykorzystywanie przez niektórych spowiedzi do denuncjacji rodzin do władz Kościoła. Newman przegrał następnie proces sądowy o zniesławienie, wytoczony przez Achilliego. Pojawiały się opinie głoszące o niechęci protestanckiego sądu do konwertyty na katolicyzm.
Na początku lat sześćdziesiątych XIX wieku Newman zdawał się osamotniony – z jednej strony nie ufali mu i nie rozumieli go katolicy, z drugiej zaś strony zapomnieli o nim anglikanie. Wszystko zmieniło się, gdy Charles Kingsley (znany powieściopisarz, profesor w Cambridge i wychowawca księcia Walii) przypuścił na niego atak, zarzucając mu nieszczerość. Odpowiedzią Newmana była słynna Apologia pro vita sua, drukowana w 1864 w cotygodniowych odcinkach. Dzieło to trafiło zarówno do członków Kościoła rzymskokatolickiego, jak i do wielu anglikanów, a Newmanowi pozwoliło odzyskać utracony autorytet.
W 1877 roku Newman został wybrany na pierwszego honorowego członka Trinity College. W 1879 nowy papież Leon XIII mianował go kardynałem (co całkowicie oczyściło go z zarzutów o „półkatolicyzm”).
Zmarł 11 sierpnia 1890 w wieku 89 lat. Został pochowany w Rednal we wspólnym grobie ze zmarłym 15 lat wcześniej Ambrożym St. Johnem. Sto lat później, skutkiem oficjalnej umowy pomiędzy Watykanem, a biskupem Birmingham zdecydowano o przeniesieniu szczątków kardynała do innej mogiły. Fakt ten był wówczas szeroko komentowany w Anglii. Ciało kardynała nie zostało pochowane w trumnie z ołowiu, jak pierwotnie przypuszczano, lecz prawdopodobnie w prostej, drewnianej trumnie; w grobie prócz metalowej tablicy z danymi zmarłego nie znaleziono żadnych szczątków ciała, gdyż uległo ono kompletnemu rozkładowi.

## Wkład w myśl katolicką, beatyfikacja i kanonizacja
W filozofii głosił przewagę wiedzy konkretnej nad pojęciową, bezpośredniego przeświadczenia (assent) nad dowodem, logiki osobistej nad powszechną i wiary nad wiedzą.
Jego Przyświadczenia wiary przełożył Stanisław Brzozowski (wydał Michał Rudnicki, 1915). Napisał antologię The Fine Gold of N., wydał J.J. Reilly (1931). O nim C.S. Atkins: Life of Card. N. (1931), J. Guitton: La Philosophie de N. (1933). Polskie studia Stanisława Brzozowskiego i Romana Dyboskiego.
Za pontyfikatu Jana Pawła II rozpoczęto proces beatyfikacyjny Johna Henry'ego Newmana. Jego wyniesienie na ołtarze odbyło się 19 września 2010 roku podczas mszy w Cofton Park w Birmingham, w czasie pielgrzymki Benedykta XVI do Wielkiej Brytanii.
W listopadzie 2018 komisja teologów zatwierdziła cud kanonizacyjny za wstawiennictwem bł. Johna Henry'ego Newmana. 12 lutego 2019 ten sam cud został uznany przez papieża Franciszka, co otworzyło drogę do jego kanonizacji. Data jego wyniesienia została ogłoszona na konsystorzu 1 lipca 2019. 13 października 2019 podczas uroczystej eucharystii na placu św Piotra papież Franciszek ogłosił jego, i czterech innych błogosławionych, świętym wpisując ich w katalog świętych.
Wspomnienie liturgiczne obchodzone jest 9 października. 31 lipca 2025 papież Leon XIV przyznał mu tytuł doktora Kościoła.

## Publikacje
Okres anglikański

- Arians of the Fourth Century (1833)
- Tracts for the Times (1833–1841)
- British Critic (1836–1842)
- On the Prophetical Office of the Church (1837)
- Lectures on Justification (1838)
- Parochial and Plain Sermons (1834–1843)
- Select Treatises of St. Athanasius (1842, 1844)
- Lives of the English Saints (1843–44)
- Essays on Miracles (1826, 1843)
- Oxford University Sermons (1843)
- Sermons on Subjects of the Day (1843)
- An Essay on the Development of Christian Doctrine (1845, wyd. polskie O rozwoju doktryny chrześcijańskiej, przeł. Jolanta W. Zielińska, PAX, Warszawa 1957, ss. 463.
- Retractation of Anti-Catholic Statements (1845)

Okres katolicki

- Loss and Gain (powieść, 1848, wyd. polskie Strata i zysk, przeł. Marcin Masny, Fundacja Instytut Globalizacji 2020)
- Faith and Prejudice and Other Sermons (różne daty)
- Discourses to Mixed Congregations (1849)
- Difficulties of Anglicans (1850)
- Present Position of Catholics in England (1851)
- Idea of a University (1852 and 1858, wyd. polskie Idea uniwersytetu, przeł. Przemysław Mroczkowski, Warszawa 1990)
- Cathedra Sempiterna (1852)
- Callista (powieść, 1855, wyd. pol. Kalista, 2009)
- The Rambler (1859–1860)
- Apologia Pro Vita Sua (autobiografia, 1865, 1866, wyd. pol. przeł. Stanisław Gąsiorowski, Wydawnictwo Mariackie, Kraków 1948)
- Letter to Dr. Pusey (1865)
- The Dream of Gerontius (1865, wyd. polskie Sen Geroncjusza, przeł. Zygmunt Kubiak, Warszawa 1995)
- An Essay in Aid of a Grammar of Assent (1870, wyd. polskie Przyświadczenia wiary, przeł. Stanisław Brzozowski, Lwów 1915)
- Sermons Preached on Various Occasions (różne/1874)
- Letter to the Duke of Norfolk (1875)
- Five Letters (1875)
- Sermon Notes (1849–1878)
- Select Treatises of St. Athanasius (1881)
- On the Inspiration of Scripture (1884)
- Development of Religious Error (1885)